# Jana Šušteršič
Jana Šušteršič, slovenska pevka. * 21. september 1985, Ljubljana.
Leta 2014 je zmagala v četrti sezoni oddaje Slovenija ima talent. Je nekdanja članica srbske skupine Neverne bebe.
S pesmijo Glas srca je nastopila na Emi 2015, kjer se ji ni uspelo uvrstiti v superfinale. Kmalu po Emi je sodelovala pri projektu Slove'n'aid, pri katerem je 16 slovenskih izvajalcev v podporo ter za promocijo mednarodnega razvojnega sodelovanja in humanitarne pomoči Slovenije posnelo skladbo En svet. Med drugim je nastopila na Slovenski popevki 2017, kjer je s pesmijo Sama zasedla drugo mesto. Leta 2019 je s pesmijo Viktorija nastopila na Beoviziji, nacionalnemu izboru za Srbijo za Pesem Evrovizije, kjer se je uvrstila v finale in dosegla 10. mesto.

## Nastopi na glasbenih festivalih

### EMA
- 2015: Glas srca (Aleš Klinar - Tina Muc - Miha Gorše)

### Slovenska popevka

#### Dnevi slovenske zabavne glasbe

##### Popevka
- 2017: Sama (Blaž Hribar, Rok Lunaček - Blaž Hribar, Rok Lunaček - Patrik Greblo) - 2. mesto

### Beovizija
- 2019: Viktorija (Vladimir Graić, Željko Hubač) - 10. mesto